# Cseresnyés Sámuel
Cseresnyés Sámuel (Encsencs, 1785 – Szatmár, 1855. augusztus 11.) református gimnáziumi igazgató-tanár, költő, matematikus.

## Élete
Atyja Cseresnyés Sámuel lelkész volt; a grammatikai osztályban atyja tanította, majd Kállóba, később Sárospatakra vitte, hol a bölcseleti, jogi s teológiai tudományokat hallgatta, egyszersmind több úri családnál nevelősködött. Mint primarius 1811-ben Murakeresztesre ment tanítónak. 1813 szeptemberében a sárospataki főiskolába hívták meg, hol két évig a humaniórákat, azután a jogot tanította, 1817. augusztus 22. a szatmári református gymnasium igazgatója lett, egyúttal mint tanár 38 évig működött. Kolerában halt meg. Egyházmegyei tanácsbíró is volt.

## Munkái
1. Halotti prédikáczio b. Wesselényi Jozsef felett 1826… (Többekkel együtt.)
2. Halotti emlék, melyet… kisdobronyi Isaák Sámuel… sirja feletti tiszteletből emelt. Nagy-Károly, 1836.
Munkái legnagyobb rész kéziratban maradtak, így péld. a költészeti és szónoklati osztály számára a tiszántúli ref. egyházkerület megbízásából kidolgozott kézikönyvei.
Mathematikai cikkei a Tudom. Gyűjteményben jelentek meg; irt egy dalt a Regélőbe (1834. 21. sz.)